# Vital Dreyfus
Vital Ferréol Jules Dreyfus (Besançon, 2 oktober 1901 - in de Pyreneeën, december 1942) was een Franse huisarts in Parijs.

## Biografie
Tijdens de Tweede Wereldoorlog was hij lid van het netwerk 'Dutch-Paris' dat mensen hielp naar Engeland te ontsnappen. Hij hielp hen om de grens van Frankrijk naar Zwitserland en van Frankrijk naar Spanje over te komen.
Eind 1942 kreeg hij van Jean Weidner het verzoek zelf naar Engeland te gaan, met als opdracht om te overleggen met de Nederlandse autoriteiten over het verbeteren van de verbindingslijnen van Nederland naar Frankrijk, Zwitserland en Spanje.
Bij een tocht over de Pyreneeën in december 1942 is hij doodgevroren. Pas toen de sneeuw in het nieuwe jaar smolt, werd zijn lichaam gevonden in maart 1943.
Hij werd begraven te Planoles bij Girona, Spanje.

## Onderscheidingen
Postuum kreeg hij van de Nederlandse Staat bij Koninklijk Besluit nr 5 van 20 mei 1950 het Verzetskruis, 'wegens onder gevaarvolle omstandigheden getoonde moed, initiatief, volharding, offervaardigheid en toewijding in de gezamelijke strijd tot het behoud van de onafhankelijkheid en geestelijke vrijheid'.
H.J. van Aalderen
· P. van As
· M. Assies
· J.J. Barendsen
· J.A. Beekman
· H.D.J. Beernink
· L.R. Beijnen
· C.J. van den Berg-van der Vlis
· L.A. Bleys
· G. de Boer
· A.A. Bontekoe
· E.J. Bosch ridder van Rosenthal
· D.A. van den Bosch
· I.J. van den Bosch
· J.H. Bosch
· J.C.J. baron Brantsen
· A.L. Charroin
· F.G.M. Conijn
· M. Crans
· R.J. Dam
· F. Datema
· K.H. Derkzen van Angeren
· H. Dienske
· J.L.G. Doornik
· V. Dreyfus
· N. Dupont
· F. Duwaer
· S. Esmeijer
· G.H. Gelder
· J. Gelderman
· W.J. Gertenbach
· E.A. Giran
· O. Giran
· C.H. de Groot
· P.G.S. Guermonprez
· A. Hahn
· W. van Hall
· J.C.H.F. van Hanxleden Houwert
· Th.W.L. baron van Heemstra
· J.J. Hendrikx
· J.L. Hesselberg
· W.J. Heukels
· I. van der Horst
· J. ter Horst
· H.P. Hos
· J.F.H.M. baron van Hövell van Wezeveld en Westerflier
· B. IJzerdraat
· L. Jansen
· A. Kalter
· G.W. Kastein
· A. Keuter
· T.J. Kroeze
· D.M.R.H. Kroon
· H.Th. Kuipers-Rietberg
· A. Meerwaldt
· J.A.A. Mekel
· J.D. van Melle
· D.C.B. Mesritz
· M.-L.C. Meunier
· J.J. Mohr
· J.L. Moonen
· A.C. Nagtegaal
· F. Nieuwenhuijsen
· B. Oosthoek
· J. Oranje
· T. Pannekoek
· J. Post
· A.J. Rozeman
· V.H. Rutgers
· F.R. Ruys
· W. Santema
· J.J. Schaft
· Jhr. J. Schimmelpenninck
· R.L.A. Schoemaker
· G. Schoonman
· W.P. Speelman
· M. van der Stoep
· B.M. Telders
· A.O.H. Tellegen
· O.R. Thomsen
· G. Tieman
· T.W. de Tourton Bruijns
· L.M. Valstar
· G.J. van der Veen
· D. Verloop
· M.A.E. Verspyck
· P.M.R. Versteegh
· C. Vlot
· G. Weidner
· J.H. Westerveld
· H.B. Wiardi Beckman
· J.W. Wildschut
· J.R.E. Wüthrich
· L. Zwanenburg
· Onbekende Joodse soldaat